# Agnes Crittin
Agnès Crittin, o Agnès Cristini (antes de 1420 - Val de Bagnes, 1457) fue una mujer suiza que murió ejecutada en la hoguera víctima de los juicios por brujería en Valais.

## Biografía
Vivía en Sarreyer, en el actual cantón del Valais, en Suiza. Agnès Crittin fue procesada por brujería basándose en un rumor. Fue arrestada después de que tres mujeres la denunciaran como cómplice en otros juicios.

### Rumores, acusaciones, instrucción
El proceso de Agnès Crittin comenzó en mayo y finalizó en julio de 1457. Tuvo lugar en Le Châble, en Val de Bagnes. El inquisidor Raymond de Rue estuvo acompañado por el vicario Pierre de Pascua para interrogar primero a los testigos iniciales de la acusación. El 9 de mayo de 1457, estos dos hombres les hicieron reiteradamente las mismas preguntas: ¿De qué delito se acusa a Agnès Crittin? ¿Quién les ha proporcionado esa información? ¿Cuánto tiempo hace que lo saben? 
La investigación del proceso se desarrolló según los métodos estereotipados que se encontraran treinta años después en el gran tratado sobre las brujas de Jacques Sprenger, titulado Malleus maleficarum (“El martillo de las brujas”). Se entrevistó a veintiséis personas, doce hombres y catorce mujeres; en cuyas declaraciones confirmaban, bajo juramento, haber oído el rumor público que afirmaba que Agnès Crittin cometió el delito de brujería, lo que reforzaba las graves sospechas que pesaban sobre los acusados. 
Si la mayoría de las acusaciones de los veintiséis testigos no eran muy precisas, sólo aportaban sospechas y rumores, el testimomio de dos mujeres -Françoise, esposa de Pierre Combex, y Helienoda, esposa de Rolet Troillet, notario- lanzaron acusaciones específicas de maldad. Sin embargo, estas acusaciones, que se refieren a supersticiones y creencias ocultas, no mencionaban la existencia de un pacto con el diablo o la participación en un sabbat (aquelarre), conceptos que son elaboraciones de hombres eruditos. Françoise afirmó que una camisa que le regaló Agnès le quema cuando la usa, y que tras ser golpeada por su marido, Agnès la trató untándola con mantequilla, lo que le dio la sensación de tener ortigas por todo el cuerpo. Helienoda, por su parte, estaba convencida de que Agnès hizo que la leche de vaca no fuera apta para el consumo, lo que la obliga a dársela a los cerdos, aunque esto no impidió que se viera también perjudicado un niño. 

### Personas presentes durante el juicio y tensiones políticas
Las actas del proceso llevado a cabo por el Tribunal de la Inquisición fueron transcritas en Bagnes por el notario Guillelmus Bagniodi. Esta transcripción tomó la forma de un cuaderno de 32 páginas de papel (210×295×5 mm). En ellas se menciona que el procedimiento se inició el 9 de mayo de 1457 y finalizó el 6 de septiembre de 1457.
Entre los presentes durante el proceso se encontraban el inquisidor Raymond de Rue, el fiscal de la Fe Pierre de Pascua, el notario Guillaume Fareti, el vicario del obispo de Sion (Henri Asperlin) Jean de Sonnay y el sacerdote de Bagnes Jean Bernardi. Se constata también la presencia de Anthonia de Terra, posteriormente condenada a la hoguera por brujería el mismo año.
El acta se redactó en Bagnes, en la sala de la casa del patio del monasterio, en presencia del sacerdote de Ollon Guillaume Bernardi, de los nobles Petrus de Lugrino y Anthonius de Castellario; y el notario Guillelmus Fareti.
François de la Tour, señor de Montagnier (Bagnes), estuvo implicado en el mismo proceso, aunque resultó exculpado. Sin embargo, en 1462 fue nuevamente procesado y condenado. Sus bienes, confiscados durante estos procesos, fueron objeto de codicia y de discusiones entre la Abadía de Saint-Maurice, Pierre de Neuvecelle y el duque de Saboya. Ésta es la razón por la que se encontran numerosos vestigios de estos procesos en los archivos de la abadía de San Mauricio y de Turín. Destacan las disensiones políticas entre el Valais episcopal y el duque de Saboya Luis I de Saboya, que terminaron en la batalla de La Planta en 1475 y en la victoria del Valais, poniendo fin a todas las reivindicaciones territoriales en el Valais del ducado de Saboya.

### Tortura y confesiones
El 30 de junio de 1457, el inquisidor Raymond de Rue interrogó por primera vez a la acusada, comenzando por hacerla prestar juramento y advirtiéndole que si se contradecía durante el procedimiento, sería acusada de perjurio. Fue entonces cuando admitió haber conocido a un “hombre negro, de manos negras y uñas grandes” tras la muerte de su hijo hacía veintidós años, cerca del torrente de Sarreyer. Supuestamente le pidió un cabello de su cabeza y luego la llevó a una reunión de personas, con quienes comió pan y carne. El 2 julio, en un nuevo interrogatorio, admitió que había asistido a las ejecuciones de varios brujos, de los cuales conocía los delitos enumerados durante la sentencia pública.
El 5 de julio, Jean de Sonnay, vicario del obispado de Sion, estuvo presente en los interrogatorios y pidió nuevamente a Agnès Crittin que confesará sus crímenes. El 15 de julio la acusada fue citada a comparecer ante el tribunal y negó su responsabilidad o participación en ningún delito. Ante su resistencia el fiscal ordenó que fuera sometida a tortura dicendo:
“Ordenamos que Agnès sea interrogada y sometida a torturas hasta que de su boca salga la verdad en favor de la santa fe, sin llegar al peligro de muerte, mutilación de miembros y derramamiento de sangre contra los cuales protestamos solemne y expresamente.»
Después de haber sufrido tres veces la tortura del estrapado o garrucha– “con las manos atadas a la espalda, es levantada mediante una cuerda atada a una polea que se desenrolla repentinamente, deteniéndola a pocos centímetros del suelo”  –  Agnès Crittin el 16 julio confesó que habría hecho un pacto con el diablo al que describió con forma de hombre negro, habría ido a una asamblea volando, usando una silla y habría saqueado una bodega. Después habría comido queso y bebido vino con el señor de Montagnier. Sin embargo, ella se retractó el 18 julio, y el inquisidor ordenó entonces una nueva sesión de tortura tras la cual Agnès Crittin admitió haber montado un palo para trasladarse. También dio los nombres de varias personas que serían sus cómplices, en particular el de Christine Menjardaz, que habría sido su iniciadora. Agnès Crittin pudo conocer el caso de esta última, de quien se sabe que fue ejecutada por brujería junto con su hijo, Antoine Broyoz, de Riddes, antes del 22 de febrero de 1429.
Sus confesiones, que mencionan el robo nocturno con un palo y el pacto con el diablo (el hombre negro), se asemejan más al "concepto acumulativo de brujería", desarrollado lentamente a partir de textos como el Malleus Maleficarum, que a las acusaciones iniciales de maldad por parte de las mujeres que la denunciaron.

### Resultado del juicio
Las fuentes no especifican la sentencia final. Pero, como señala Christine Payot, una historiadora medievalista del Valais, “es poco probable que haya escapado de la hoguera" en el año 1457.